# 竜江村
竜江村（たつえむら）は長野県下伊那郡にあった村。現在の飯田市大字龍江にあたる。

## 地理
- 山：高森山
- 河川：天竜川

## 歴史
- 1875年（明治8年）1月23日 - 筑摩県伊那郡安戸村・雲毋村・大屋敷村・尾林村・宮沢村・石林村・尾科村・今田村および米峰村の一部が合併して竜江村となる。
- 1876年（明治9年）8月21日 - 長野県の所属となる。
- 1879年（明治12年）1月4日 - 郡区町村編制法の施行により下伊那郡の所属となる。
- 1889年（明治22年）4月1日 - 町村制の施行により、竜江村が単独で自治体を形成。
- 1964年（昭和39年）3月31日 - 飯田市に編入。同日竜江村廃止。

## 交通

### 鉄道路線
天竜川対岸に日本国有鉄道飯田線の時又駅が所在。